# 劉金宝
劉 金宝（りゅう きんほう、1952年9月 - ）は、中国の銀行家。中国の上海に生まれる。
1976年8月に北京対外経済貿易大学を卒業。同年中国銀行に入る。1994年上海支社の行長に昇任。1997年8月香港支社の総経理も兼務。2002年6月改組によって取締役会副会長（副董事長）、香港銀行公会主席になる。
汚職、収賄などで2003年免職され、北京で逮捕される。2005年8月12日に死刑が判決され、2年後に執行されることになる。